# Domaine de Znamenka

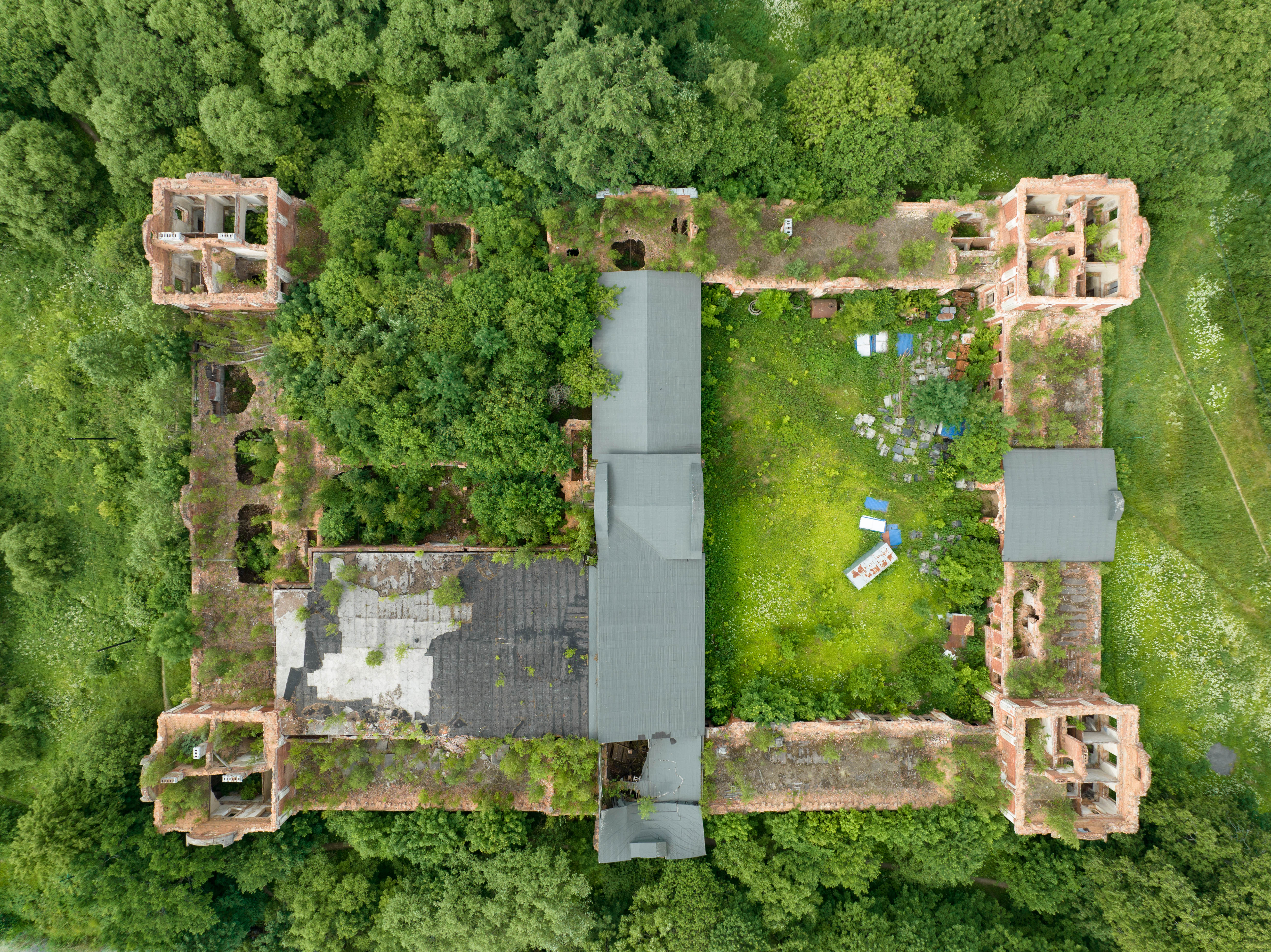
Ruines des étables de Znamenka. Juillet 2022.

Le domaine de Znamenka, ou la datcha Znamenskaïa, est un parc et un ancien château situé à Peterhof, près du parc Alexandria en Russie, à proximité de Saint-Pétersbourg. Il est en style néobaroque avec atlantes, pilastres et clocheton rococo.

## Propriétaires
- 1710 le stolnik (équivalent de chambellan) I. I. Rzewski, d'origine polonaise
- 1755 le comte Razoumovski, favori de l'impératrice Élisabeth
- Le comte Chouvalov, chambellan et sénateur
- Le général Melgounov
- Le sénateur Miatlev
- 1831 Nicolas Ier de Russie
- 1850 le grand-duc Nicolas Nikolaïevitch de Russie (1831-1891)
- Le grand-duc Pierre Nikolaïevitch de Russie (1864-1931)
- 1917 l’ensemble est nationalisé ; depuis la fin des années 1970 s'y trouve une maison de vacances (pensionnat en russe), pour les congés des travailleurs.

## Historique
L'ensemble actuel a été bâti par le comte Razoumovski entre 1760 et 1770. Il se compose alors d'un petit palais à un étage et d'une chapelle consacrée aux apôtres Pierre et Paul, construite en 1771 à la place d'une ancienne chapelle de bois. Le domaine s'étend sur douze hectares et comprend le village du même nom, ainsi que le village de Chouvalovka.
Le sénateur Miatlev fait rehausser le château d'un étage supplémentaire, puis le grand-duc Nicolas Nikolaïevitch le fait réaménager par Stackenschneider. Il y construit entre autres le salon grec et la galerie de Raphaël, à l'image de celle du Vatican.
Le château est entièrement refait entre 1857 et 1859 par l'architecte Harald von Bosse (1812-1894) qui construit une façade néobaroque à la russe, rappelant celle du palais d’Hiver et adapte l'intérieur dans ce même style. Il ajoute des écuries immenses pour plus d'une centaine de chevaux, des communs, une maison pour l'intendant, deux maisons de jardiniers, une orangerie, et restaure la chapelle, celle-ci est entièrement reconstruite vingt ans plus tard en 1877.
L'ensemble souffre de graves dommages pendant l'occupation allemande et le terrible siège de Léningrad. Il est restauré dans les années 1970 sous la direction de l'architecte Plotnikov. Les immenses écuries avec leurs tours, pour le logement des palefreniers, et avec leurs voûtes soutenues par des colonnes de fonte, sont aujourd'hui en ruines.
Le parc se compose d'un jardin inférieur et d'un jardin supérieur dans le style romantique. Il y a deux étangs dans le jardin supérieur.

## Source
- (ru) Cet article est partiellement ou en totalité issu de l’article de Wikipédia en russe intitulé « Знаменка (усадьба) » (voir la liste des auteurs).